# Emmanuel Massé
Pour les articles homonymes, voir Massé.
Emmanuel Massé, né le 29 septembre 1818 à Elbeuf et mort le 3 septembre 1881 à Neuilly-sur-Seine, est un peintre et militaire français.

## Biographie
Emmanuel Auguste Massé est le fils d'Auguste Alphonse Massé, manufacturier, et de Julie Mélanie Petit.
Élève de François Édouard Picot, il expose au Salon de 1840 à 1880, et de façon posthume en 1882.
En 1848, il s'engage dans la Garde nationale mobile et en ressort deux ans plus tard avec le grade de capitaine.
En 1859, il épouse Marie Joséphine Massue, Justinien Nicolas Clary est témoin du mariage.
Portraitiste, peintre de genre et peintre d'histoire, il prend part aux combats de 1870 lors du siège de Paris où il commande un bataillon de mobiles auprès du général Renault.
Il meurt à son domicile de Neuilly-sur-Seine à l'âge de 62 ans. Il est inhumé au cimetière du Père-Lachaise.

## Galerie

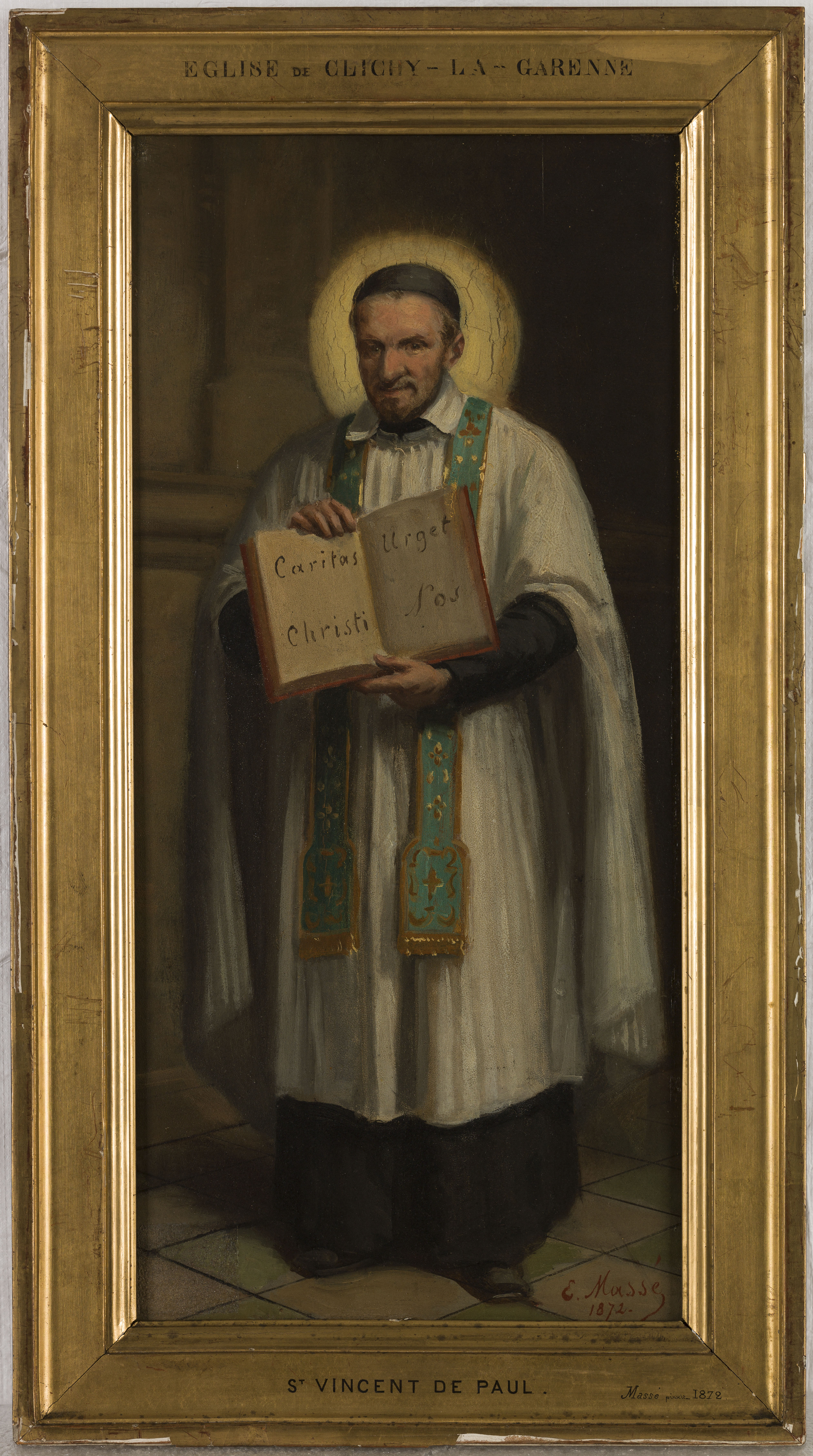
Saint Vincent de Paul, esquisse pour l'église de Clichy
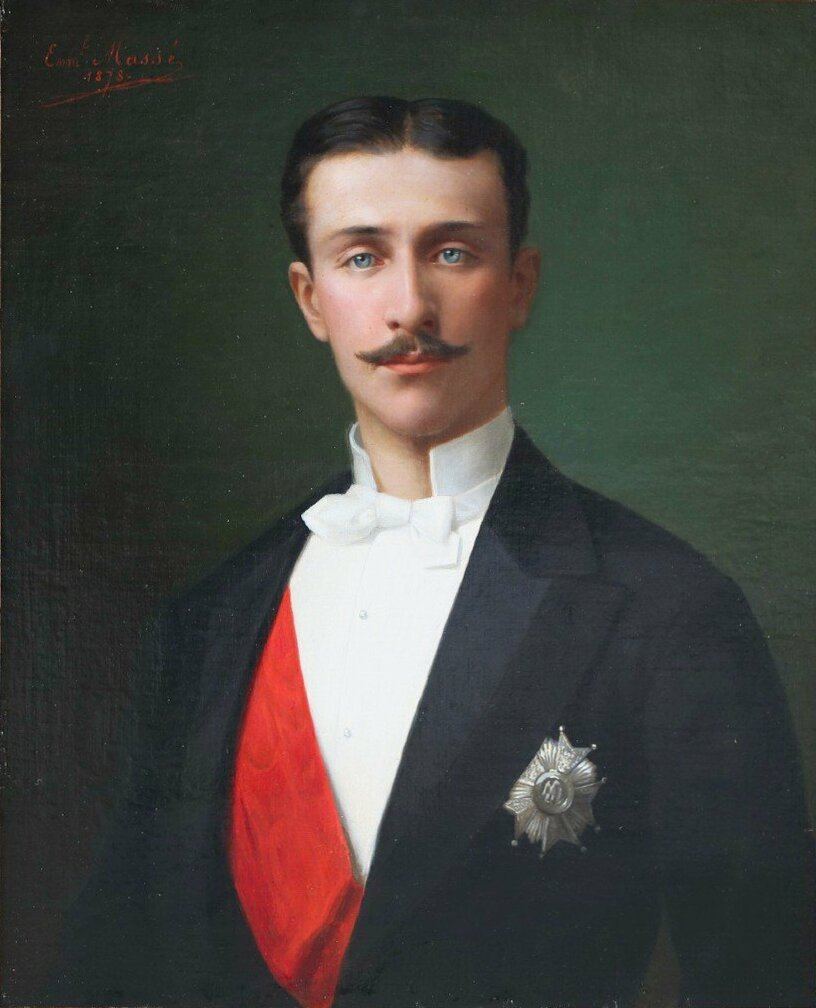
Portrait du Prince Impérial, en 1878
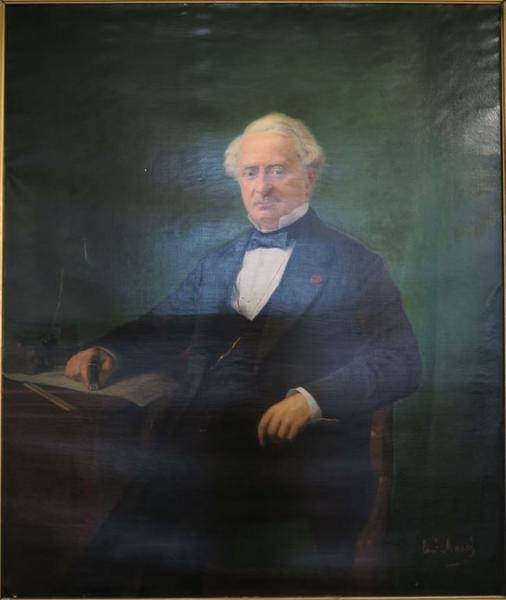
Eugène Ier Schneider

## Œuvres exposées aux Salons parisiens
- Portrait de M. d'Arg., sous-officier aux spahis, au Salon de 1840
- Portait de M. Jules L., au Salon de 1840
- Portrait de Georges B., au Salon de 1841
- Jésus-Christ et saint Pierre marchent sur la mer, au Salon de 1841
- Saint Jean Chrysostome sauve Eutrope des vengeances populaires, au Salon de 1842
- Lutteurs arabes devant un chef du tribu ; site pris dans le Sabel, au Salon de 1844
- Portrait de M. A. M., au Salon de 1844
- Echange de prisonniers négocié entre Mgr. l'évêque d'Alger et le kalifa Sidi-Embarack, tué dernièrement dans l'affaire commandée par le général Tempoure, au Salon de 1844
- Bataille d'Isly (13 août 1844), au Salon de 1845
- Jésus et saint Pierre marchant sur les eaux, au Salon de 1846
- Prise de Bizarra, chez les Beni-Genen Kabylie (1844), au Salon de 1846
- Cavalier arabe, au Salon de 1846
- Cavalier marocain, au Salon de 1846, étude
- Chasseur d’Afrique, au Salon de 1846
- Gulliver chez les Lilliputiens, au Salon de 1850
- La garde impériale en 1857, au Salon de 1857
- Un guide de la garde Impériale, au Salon de 1857
- Retour à Paris des troupes de l’armée de Crimée, au Salon de 1857
- La tentation, au Salon de 1859
- Les enfants de troupe du 1er grenadier de la garde impériale en promenade au bois de Boulogne, au Salon de 1859
- Un théâtre d’enfants aux Champs-Elysées, au Salon de 1859
- Un zouave de la garde, au Salon de 1861
- Une division de la garde en réserve devant Cavriana (bataille de Solferino), au Salon de 1861
- Portrait de Mme la marquise de L., au Salon de 1861
- Portrait de Mme M…, au Salon de 1861
- Départ des troupes pour l’armée d’Italie, au Salon de 1861
- Une parisienne aux bains de mer, au Salon de 1863
- Départ de S. M. l’Empereur pour la campagne d’Italie, au Salon de 1863
- Portrait du docteur Campbel, au Salon de 1863
- Portrait de Mme la baronne de L., au Salon de 1864
- Le marquis de la Ferté arrivant au manège de M. de La Guérinière, écuyer de Louis XV, au Salon de 1864
- Portrait de M. le général De l’horme, au Salon de 1865
- La voiture aux chèvres (Champs-Elysées), au Salon de 1865
- Portrait de M. de G., au Salon de 1866
- Portrait de Mme la marquise de L., au Salon de 1866
- Portrait des frères *, au Salon de 1867
- Portrait du colonel M. ; costume de la vénerie impériale, au Salon de 1867
- Saint-Louis lavant les pieds aux pauvres, au Salon de 1868[6].
- Portrait équestre de M. J. de la S., au Salon de 1869
- Le général comte Legrand au passage du Rhin (1795), au Salon de 1869
- Portrait dé Mlle H. F., au Salon de 1870
- Portrait de Mlle Marie-Jeanne M., au Salon de 1873
- Portrait de Mme M., au Salon de 1873
- Eglise de Clichy : / Saint Vincent-de-Paul, au Salon de 1873
- Les funérailles d’un drapeau, au Salon de 1874
- As-tu déjeuné, Cocotte ?, au Salon de 1874
- Dieu et patrie !, au Salon de 1875
- Portrait de M. de L., sénateur, au Salon de 1876
- M. Schneider, ancien président du Corps législatif, au Salon de 1877
- Portrait de Mme Henri F., au Salon de 1878
- Portrait du comte A. Clary, au Salon de 1878
- Paysanne Valaque, au Salon de 1879
- Portrait de M. le général de S., au Salon de 1880
- Portrait de Mme de S., au Salon de 1880
- Portrait de l’auteur, au Salon de 1882
- Promenade militaire des pupilles de la mairie dans la cour de la caserne à Brest, au Salon de 1882, (tableau inachevé)

## Distinctions
- Chevalier de la Légion d'honneur (1871)